# Santander de Quilichao
Santander de Quilichao is een gemeente in het Colombiaanse departement Cauca. De gemeente telt 80.653 inwoners (2005).

## Geboren
- Jorge Ambuila (1961), voetballer
- Martín Zapata (1970-2006), voetballer
- Adrián Ramos (1986), voetballer
- Heribelton Palacios (1993), voetballer
- Luis Sinisterra (1999), voetballer

- Bibliothèque nationale de France: cb121637982 (data)
- Library of Congress Control Number: n95086616
- Nationale Bibliotheek van Israël: 987007531023005171
- Virtual International Authority File: 153767437

Almaguer · Argelia · Balboa · Bolívar · Buenos Aires · Cajibío · Caldono · Caloto · Corinto · El Tambo · Florencia · Guachené · Guapi · Inzá · Jambaló · La Sierra · La Vega · López · Mercaderes · Miranda · Morales · Padilla · Páez · Patía · Piamonte · Piendamó · Popayán · Puerto Tejada · Puracé · Rosas · San Sebastián · Santander de Quilichao · Santa Rosa · Silvia · Sotará · Suárez · Sucre · Timbío · Timbiquí · Toribio · Totoró · Villa Rica